# معتز حسين علوان
معتز حسين علوان (1951 - 2008) هو لاعب كرة قدم عراقي سابق. لعب مع نادي الشرطة.

## نشأته وحياته
ولد معتز حسين في وسط مدينة بغداد، وعاش وتربى وترعرع فيها وهو من عائلة معروفة في منتصف الستينيات من القرن الماضي من سكنة مدينة الضباط أو زيونة حالياً، أحب كرة القدم  منذ صغره كان يذهب إلى ملعب الشعب دائما ما يشاهد مباريات دوري المؤسسات (الدوري الممتاز حالياً)، وفي عام 1971 وهو في عمر 20 سنة أنضم إلى أكاديمية نادي الطيران للشباب (نادي القوة الجوية حالياً) واستمر لمدة 3 سنوات.

## مسيرته الكروية

### نادي الطيران
في سن 23، تمت ترقية معتز من فريق شباب الطيران إلى الفريق الأول عام 1973 بطلب من الكابتن هشام عطا عجاج. ولعب مع نادي الطيران لمدة أربعة مواسم، حيث ساهم في إحراز أول لقب دوري عراقي في تاريخ نادي القوة الجوية في موسم 1974، وهو أول لقب للنادي بعد إلغاء دوري المؤسسات واستبداله بدوري مؤسسات العراق، الذي شارك فيه 15 فريقًا في موسم 1973-1974. وبعد ذلك، انطلق الدوري العراقي الممتاز في موسم 1974-1975، الذي فاز فيه نادي القوة الجوية بلقب الدوري الأول. كما شارك أيضًا في إحراز دوري المؤسسات العراقي في موسمي 1973 و1974، وأيضًا كأس بغداد في موسم 1973.

### نادي الشرطة
بعد مسيرته مع نادي القوة الجوية، انتقل في موسم 1976 إلى نادي الشرطة، بقيادة الكابتن دوكلص عزيز والمدرب عبد القادر زينل. وشارك في بطولة الشرطة العربية في موسم 1976 وفاز بها، وكذلك في موسم 1978 وفاز بها، واستمر مع النادي حتى فاز بلقب الدوري العراقي الممتاز في موسم 1979.

### نادي الحدود
ساهم وشارك معتز حسين في تأسيس نادي الحدود عام 1976، واتخذ النادي منطقة شارع فلسطين وسط العاصمة بغداد مقراً له. وكان يشارك الحدود في دوري القوات المسلحة العراقي ودوريات الهواة ومباريات ودية. وكان معتز حسين كابتن الفريق في ذلك الوقت، واستمر في اللعب مع نادي الشرطة الرياضي في الدوري العراقي الممتاز. ولعب مع نادي الحدود حتى اعتزاله كرة القدم في موسم 1979-1980.

## مسيرته الدولية
استدعي أول مرة مع منتخب العراقي عام 1978 في مباراة ودية ضد المنتخب الجزائر في ملعب الشعب الدولي وانتهت بفوز العراق بنتيجة 0-1 سجل الهدف الوحيد رزاق خزعل، ولعب منتخب العراق مباراة أخرى فاز بها العراق أيضاً بنتيجة 0-3 سجلها اللاعب حسين سعيد وكان أول هاتريك له مع المنتخب، الذي كان مستواه يوازي مستوى لاعبي المنتخب الوطني الأول.

## الاعتزال المبكر
مع نهاية موسم 79 وبعد مسيرة حافلة بالإنجازات ومشاركات مع الأندية والمنتخب ترك مجال كرة القدم واعتزل بسبب الإصابات المتكررة.

## حياته الشخصية
معتز متزوج وله ثلاث أولاد.

## وفاته
توفي في انفجار وقع في مجلس عزاء أخيه نبيل حسين في منطقه زيونة في 1 يناير 2008.

## الإنجازات

### 🇮🇶القوة الجوية

نادي الشرطة
معتز حسين

الدوري العراقي الممتاز
1974-75
دوري المؤسسات - العراق:
1973-74
مناطقية
دوري المؤسسات - بغداد:
1972–73
كأس بغداد:
1973–74

### الشرطة
الدوري العراقي الممتاز
1979–80
بطولة الشرطة العربية
1976، 1978